# سكان كولومبيا
هذه المقالة هي عن الخصائص الديمغرافية لسكان كولومبيا، بما في ذلك الكثافة السكانية، والعرق، ومستوى التعليم، والصحة من السكان، والحالة الاقتصادية، والانتماءات الدينية والجوانب الأخرى من السكان.
وتتميز التركيبة السكانية في كولومبيا لكونها ثالث دولة من حيث عدد السكان في أمريكا اللاتينية، بعد المكسيك والبرازيل. شهدت كولومبيا النمو السكاني السريع مثل معظم البلدان، ولكن أربعة عقود من النزاع المسلح دفعت الملايين من الكولومبيين إلى خارج البلاد. ومع ذلك، تحسنت اقتصاد انتعاش في عام 2000 في المراكز الحضرية (وربما أكثر الدول تحضرا أمريكا اللاتينية) وضع معايير لالكولومبيين الذين يعيشون في الدرجة الاقتصادية الطبقية التقليدية. في السنوات التي أعقبت عام 2002 تم تحسين السلامة في جميع أنحاء البلاد. المواطنين الشباب تستثمر الآن في مجال التعليم حتى يتمكنوا من البقاء والمساهمة في مستقبل البلاد. اليوم البلاد لديها الكثير من الإمكانات الاقتصادية. [1]

## التعداد

### إحصاء عام 2005

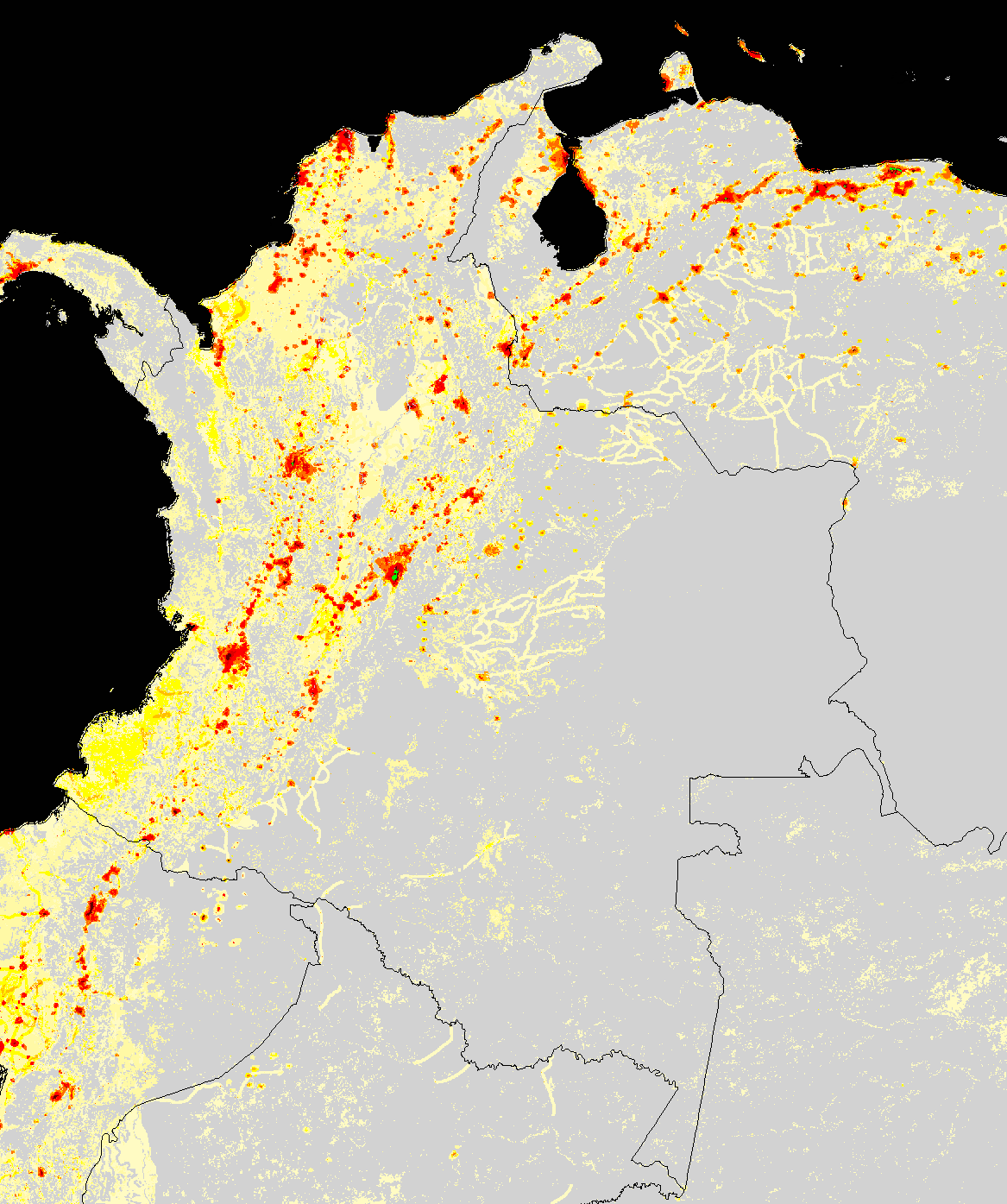
الكثافة السكانية في كولومبيا. اللون الأحمر يظهر أماكن تركز السكان.

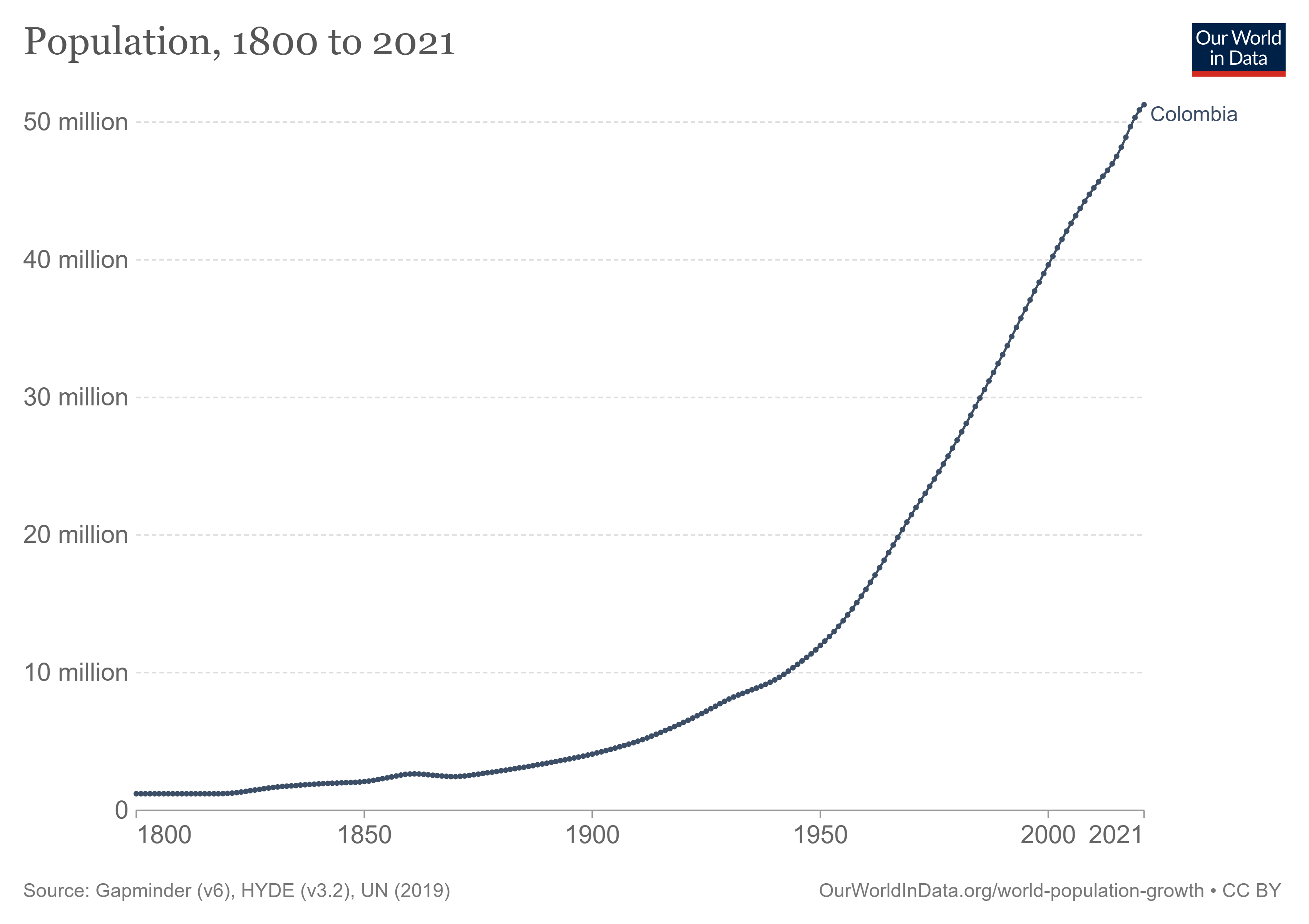
Demographics of Colombia, Data of منظمة الأغذية والزراعة, year 2005 ; Number of inhabitants in thousands.

وفقا لتعداد عام 2005، وهناك 46219699 الكولومبيين في العالم (42888592 المعيشة في الأراضي الوطنية و3331107 الذين يعيشون في الخارج).
| #  | الإدارة                  | العاصمة                | المساحة       | عدد السكان                   |
| -- | ------------------------ | ---------------------- | ------------- | ---------------------------- |
|    |                          |                        |               |                              |
| 1  | إدارة أمازوناس           | ليتيسيا                | 109,665 km²   | 56,036                       |
| 2  | إدارة أنتيوكيا           | ميديلين                | 63,612 km²    | 5,671,689                    |
| 3  | إدارة أروكا              | أروكا                  | 23,818 km²    | 208,605                      |
| 4  | إدارة أتلانتيكو          | بارانكيا               | 3,388 km²     | 2,112,128                    |
| 5  | بوغوتا, Distrito Capital | بوغوتا                 | 1,587 km²     | 6,778,691 (not metropolitan) |
| 6  | إدارة بوليفار            | قرطاجنة (كولومبيا)     | 25,978 km²    | 1,860,445                    |
| 7  | إدارة بوياكا             | تونخا                  | 23,189 km²    | 1,211,186                    |
| 8  | إدارة كالداس             | مانيزاليس              | 7,888 km²     | 908,841                      |
| 9  | إدارة كاكيتا             | فلورنسيا               | 88,965 km²    | 404,896                      |
| 10 | إدارة كاساناري           | يوبال                  | 44,640 km²    | 282,452                      |
| 11 | إدارة كاوكا              | بوبايان                | 29,308 km²    | 1,244,886                    |
| 12 | إدارة سيزار              | توربو                  | 22,905 km²    | 879,914                      |
| 13 | إدارة تشوكو              | كيبدو                  | 46,530 km²    | 441,395                      |
| 14 | إدارة قرطبة              | مونتيريا               | 25,020 km²    | 1,472,699                    |
| 15 | إدارة كونديناماركا       | بوغوتا                 | 24,210 km²    | 2,228,478 (without Bogotá)   |
| 16 | إدارة غواينيا            | إنيريدا                | 72,238 km²    | 30,232                       |
| 17 | إدارة غوافياري           | سان خوسيه ديل غوافياري | 53,460 km²    | 81,411                       |
| 18 | إدارة هويلا              | نيفا (كولومبيا)        | 19,890 km²    | 1,006,797                    |
| 19 | إدارة لا غواخيرا         | ريوهاتشا               | 20,848 km²    | 623,250                      |
| 20 | إدارة ماجدالينا          | سانتا مارتا (كولومبيا) | 23,188 km²    | 1,136,901                    |
| 21 | إدارة ميتا               | فيلافيسنسيو            | 85,635 km²    | 789,276                      |
| 22 | إدارة نارينيو            | باستو                  | 33,268 km²    | 1,531,777                    |
| 23 | إدارة نورتي دي سانتاندير | كوكوتا                 | 21,658 km²    | 1,228,028                    |
| 24 | إدارة بوتومايو           | موكوا                  | 24,885 km²    | 299,286                      |
| 25 | إدارة كوينديو            | أرمينيا (كولومبيا)     | 1,845 km²     | 518,691                      |
| 26 | إدارة ريزارالدا          | بيريرا                 | 4,140 km²     | 863,663                      |
| 27 | إدارة أرخبيل سان أندريس  | سان أندريس             | 52 km²        | 59,573                       |
| 28 | سانتاندير (كولومبيا)     | بوكارامانغا            | 30,537 km²    | 1,916,336                    |
| 29 | إدارة سوكري              | سينسليخو               | 10,670 km²    | 765,285                      |
| 30 | إدارة توليما             | إيباغيه                | 23,562 km²    | 1,335,177                    |
| 31 | إدارة فالي ديل كاوكا     | كالي                   | 22,140 km²    | 4,060,196                    |
| 32 | إدارة فاوبيس             | ميتو (كولومبيا)        | 54,135 km²    | 27,124                       |
| 33 | إدارة فيتشادا            | بويرتو كارينيو         | 100,242 km²   | 55,158                       |
|    | Total                    | Total                  | 1,141,748 km² | 42,888,592                   |

### تقديرات الأمم المتحدة
وفقا للمراجعة عام 2010 للالتوقعات السكانية في العالم وكان مجموع السكان 46295000 في عام 2010، مقارنة ب 12,000,000 فقط في عام 1950. وبلغت نسبة الأطفال الذين تقل أعمارهم عن 15 سنة في عام 2010 28.7٪، 65.6٪ كان بين 15 و 65 سنة من العمر، في حين أن 5.6٪ وكان 65 عاما أو أكثر
|      | Total population (x 1000) | Proportion aged 0–14 (%) | Proportion aged 15–64 (%) | Proportion aged 65+ (%) |
| ---- | ------------------------- | ------------------------ | ------------------------- | ----------------------- |
| 1950 | 12 000                    | 40.7                     | 53.9                      | 5.4                     |
| 1955 | 13 825                    | 44.7                     | 52.1                      | 5.2                     |
| 1960 | 16 005                    | 44.2                     | 50.6                      | 5.2                     |
| 1965 | 18 556                    | 44.7                     | 50.0                      | 5.3                     |
| 1970 | 21 330                    | 43.8                     | 50.7                      | 5.5                     |
| 1975 | 23 961                    | 41.4                     | 52.8                      | 5.7                     |
| 1980 | 26 875                    | 38.8                     | 55.3                      | 5.9                     |
| 1985 | 29 994                    | 36.1                     | 57.8                      | 6.1                     |
| 1990 | 33 203                    | 34.5                     | 59.2                      | 6.3                     |
| 1995 | 36 453                    | 32.8                     | 60.7                      | 6.5                     |
| 2000 | 39 764                    | 30.8                     | 62.4                      | 6.7                     |
| 2005 | 43 041                    | 28.8                     | 64.2                      | 7.1                     |
| 2010 | 46 295                    | 26.7                     | 65.6                      | 7.6                     |

### التحضر
كان حركة من المناطق الريفية إلى المناطق الحضرية ثقيلة جدا في منتصف القرن العشرين، ولكن منذ ذلك الحين تراجعت. ازداد عدد سكان الحضر من 31٪ من مجموع السكان في عام 1938، إلى 57٪ في عام 1951 وحوالي 70٪ بحلول عام 1990. حاليا هذا الرقم هو حوالي 77٪. ثلاثون مدينة ويبلغ عدد سكانها 100,000 أو أكثر. في تسعة أقسام السهول الشرقية، التي تشكل نحو 54٪ من مساحة كولومبيا، لديك أقل من 3٪ من عدد السكان وكثافة من شخص أقل من واحد لكل كيلومتر مربع (شخصين لكل ميل مربع).

## الإحصاءات الحيوية
تسجيل الوقائع الحيوية في كولومبيا يست كاملة. أعدت إدارة السكان في الأمم المتحدة التقديرات التالية.
| Period | Live births per year | Deaths per year | Natural change per year | CBR* | CDR* | NC*  | TFR* | IMR* | Life expectancy total | Life expectancy males | Life expectancy females |
| --- | -------------------- | --------------- | ----------------------- | ---- | ---- | ---- | ---- | ---- | --------------------- | --------------------- | ----------------------- |
| 1950-1955 | 608 000              | 213 000         | 395 000                 | 47.2 | 16.6 | 30.6 | 6.76 | 123  | 50.6                  | 49.0                  | 52.3                    |
| 1955-1960 | 673 000              | 197 000         | 476 000                 | 45.2 | 13.3 | 31.9 | 6.76 | 105  | 55.2                  | 53.5                  | 56.9                    |
| 1960-1965 | 758 000              | 198 000         | 560 000                 | 43.9 | 11.5 | 32.4 | 6.76 | 92   | 57.9                  | 56.2                  | 59.7                    |
| 1965-1970 | 813 000              | 200 000         | 613 000                 | 40.8 | 10.1 | 30.6 | 6.18 | 82   | 60.0                  | 58.3                  | 61.8                    |
| 1970-1975 | 784 000              | 198 000         | 586 000                 | 34.6 | 8.9  | 25.7 | 5.00 | 73   | 61.7                  | 59.6                  | 63.9                    |
| 1975-1980 | 836 000              | 196 000         | 640 000                 | 32.9 | 7.8  | 25.1 | 4.34 | 57   | 64.0                  | 61.7                  | 66.3                    |
| 1980-1985 | 862 000              | 187 000         | 675 000                 | 30.3 | 6.6  | 23.7 | 3.68 | 43   | 66.8                  | 63.6                  | 70.2                    |
| 1985-1990 | 888 000              | 198 000         | 690 000                 | 28.1 | 6.3  | 21.8 | 3.24 | 35   | 68.0                  | 64.5                  | 71.7                    |
| 1990-1995 | 917 000              | 216 000         | 701 000                 | 26.3 | 6.2  | 20.1 | 3.00 | 28   | 68.7                  | 64.5                  | 73.0                    |
| 1995-2000 | 914 000              | 221 000         | 693 000                 | 24.0 | 5.8  | 18.2 | 2.75 | 24   | 70.3                  | 66.5                  | 74.2                    |
| 2000-2005 | 911 000              | 231 000         | 680 000                 | 22.0 | 5.6  | 16.4 | 2.55 | 21   | 71.7                  | 68.0                  | 75.5                    |
| 2005-2010 | 921 000              | 246 000         | 675 000                 | 20.6 | 5.5  | 15.1 | 2.45 | 19   | 72.9                  | 69.2                  | 76.7                    |
| * CBR = crude birth rate (per 1000); CDR = crude death rate (per 1000); NC = natural change (per 1000); IMR = infant mortality rate per 1000 births; TFR = total fertility rate (number of children per woman) |                      |                 |                         |      |      |      |      |      |                       |                       |                         |

## التنوع العرقي
البلاد لديها مجموعة متنوعة من السكان التي تعكس تاريخها الملونة والشعوب التي يسكنها هنا من العصور القديمة حتى الوقت الحاضر . الملغم التاريخية من ثلاث مجموعات رئيسية هي أساسيات التركيبة السكانية في كولومبيا الحالية: الهنود الحمر السكان الأصليين، والمهاجرين الأوروبيين، والعبيد الأفارقة، وقد تتداخل سبيل المثال لا الحصر في تاريخها.
تم استيعاب العديد من الشعوب الأصلية في السكان المولدين، ولكن ما تبقى من 700,000 تمثل حاليا أكثر من 85 ثقافتها المتميزة. اليوم، يمكن التعرف على أقل من 1٪ من السكان الأصليين وبشكل كامل على أساس اللغة والعادات . معظم السكان الأصليين يعيشون في سهول البلاد في الجنوب والشرق .
وكانت المهاجرون الأوروبيون المستعمرون الإسبان، ولكن الأوروبيين أخرى كثيرة (أي الإيطاليين والألمان والفرنسيين والسويسريين والبولنديين والروس ) . بأعداد أقل، البلجيكي، ليتوانيا، الهولندية، البريطانية والبرتغالية والكرواتية المجتمعات . هاجر معظم الأوروبيين في القرن 19 ، خلال الأولى والحرب العالمية الثانية (1939-1945 ) والحرب الباردة ( 1945-1990 )، و الفارين جيدا الحرب الأهلية الإسبانية من 1930s .
وتشمل غيرهم من السكان المهاجرين الآسيويين والشرق أوسطيين، ولا سيما العرب (خاصة اللبنانيين والسوريين ولكن أيضا الفلسطينيين ) ، الصينية، اليابانية، الكورية، وجنوب شرق آسيا (خاصة فيتنام بعد نهاية حرب فيتنام ) ، وصلت الأرمن بأعداد كبيرة بعد الحرب العالمية الأولى، والشرق الهنود أو الباكستانيين استقر في كولومبيا . السكان الفنزويلية يتزايد في بوغوتا ، بوكارامانجا ، كالي ، كوكوتا ، ميدلين ، و سانتا مارتا قرطاجنة دي إندياس .
في 1990s و 2000s ، و تقاعد حوالي نصف مليون مهاجر من أوروبا وأمريكا الشمالية (خاصة الولايات المتحدة ) عادة ما جاء ليستقر في المناطق الحضرية وسواحل كولومبيا . وهي ليست ظاهرة جديدة، عندما استقر حوالي 5,000 الأميركيين منطقة البحر الكاريبي في أواخر القرن 19th . [بحاجة لمصدر]

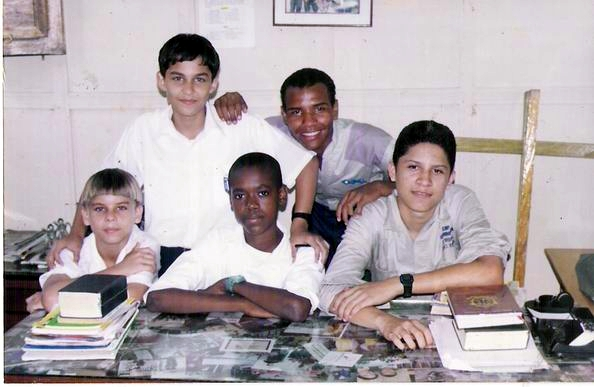
كولومبيا هي متنوعة عرقيا

تم جلب الأفارقة كعبيد، معظمهم إلى السهول الساحلية، بدأت في وقت مبكر من القرن السادس عشر، وصولا إلى القرن التاسع عشر . بعد إلغاء، عقيدة وطنية من mestizaje شجع الاختلاط بين السكان الأصليين والأبيض إلى المولدين هوية عرقية واحدة .
الثقافة الكولومبية، والمطبخ، والموسيقى والحياة الاجتماعية هي من التوازن العرقي والعنصري متعدد اللغات . واحدة الشهير المهجر الكولومبية، موسيقى البوب المغنية شاكيرا من بارانكيا هي نفسها من أصول إيطالية وفرنسية ولبنانية .
وفقا لتعداد عام 2005 من قبل الدانماركي كان يتألف سكان كولومبيا من هذه المجموعات العرقية :
- 49 ٪ المولدين ( الأوروبية والهنود الحمر ) .
- 37 ٪ الأبيض (الأوروبي) .
- 10,6 ٪ الكولومبيين من أصل أفريقي، ويشمل سمر ( الأوروبية وأسود / الأفريقية) و Zambo ( الأفريقية والهنود الحمر ) .
- 3.4٪ الهنود الحمر .

وتشمل المجموعات العرقية الأخرى تحسب العرب مع البيض ( اللبنانيين والفلسطينيين والسوريين )، والصينية، والغجر أو الغجر من أوروبا الشرقية، وجنوب آسيا ( الهنود الشرق ) . لكن عددا من غيرهم من الأوروبيين والأميركيين الشمالية هاجروا إلى البلاد في أواخر القرن 19th وأوائل 20th ، و، بأعداد أقل والبولنديين والليتوانيين والإنجليزية والأيرلندية، والكروات أثناء وبعد الحرب العالمية الثانية . اليوم هو اتجاه الهجرة الكبرى من الفنزويليين، وذلك بسبب الأوضاع السياسية والاقتصادية في فنزويلا.
وقد استقر العديد من الجاليات المهاجرة على ساحل البحر الكاريبي، وبخاصة المهاجرين الجدد من الشرق الأوسط . بارانكيا ( أكبر مدينة في منطقة البحر الكاريبي الكولومبي ) وغيرها من مدن منطقة البحر الكاريبي لديها أكبر عدد من الفلسطينيين واللبنانيين، وغيرهم من العرب، اليهود الشرقيين والغجر . هناك أيضا مجتمعات مهمة من الصينيين واليابانيين.

## لغات
الإسبانية (2 أكبر عدد من الناطقين باللغة الإسبانية بعد المكسيك)، اللغة الرسمية، والمجتمعات الصغيرة من اللغات الأوروبية، مثل الألمانية والفرنسية والإنكليزية والإيطالية والبرتغالية في المناطق الحضرية. هناك 65 لغات السكان الأصليين واثنين من لغات الكريول: واحدة في سان باسيليو دي بالينكو واحدة في سان أندريس. هناك 79,000 المتحدثين من الروما في كولومبيا.

## هجرة
تاريخيا، كما تم بدافع نسبة كبيرة من الهجرة الكولومبية بسبب الحاجة للهروب من الاضطهاد السياسي والعنف بين الحزبين خلال فترات «لا Violencia» (1948-1958) ، وفيما بعد بسبب آثار الصراع الحالي في البلاد ( منذ 1964) . وقد أدى هذا في العديد من التطبيقات للحصول على اللجوء السياسي في الخارج .
وقد هاجر الكولومبيين في ارتفاع معدلات نسبيا إلى الولايات المتحدة. هاجر الكولومبيين أخرى إلى كندا وأوروبا ( أكثر إلى إسبانيا، ولكن أيضا إلى فرنسا وإيطاليا، والمملكة المتحدة ) . بين المواقع الأخرى . [بحاجة لمصدر]
وقد عاد اليوم الملايين من الكولومبيين إلى بلدهم وذلك بفضل التحسينات في الأمن، وكولومبيا هي الآن بلد على الطريق إلى الانتعاش. وكولومبيا هي خلق اقتصاد الذي يعتبر اليوم جذابة ومزدهرة من قبل العديد من المستثمرين الوطنيين والدوليين . هناك سياسات الحكومة الكولومبية للمساعدة الكولومبيين مع قروض الإسكان . هناك نظام لدعم المهاجرين العائدين . يتم إصدار شهادات الكفاءة وهناك خدمة التوظيف المجانية لمساعدة الناس على العثور على وظيفة

## حقائق العالم الإحصاءات الديموغرافية
الإحصاءات الديموغرافية التالية هي من كتاب حقائق العالم، ما لم يرد خلاف ذلك.

### السكان
44,725,543 (July 2011 est.)

### متوسط العمر
المشاركات: 27.6 سنة
الذكور: 26.7 سنة
الإناث: 28.6 سنة (2010 تخمين)

### نسبة الجنس
عند الولادة: 1.03 ذكور (ق) / أنثى
تحت 15 سنة: 1.02 ذكور (ق) / أنثى
15-64 سنة: 0.95 ذكور (ق) / أنثى
65 سنة وما فوق: 0.75 ذكور (ق) / أنثى
مجموع السكان: 0.96 ذكور (ق) / أنثى (2009 تخمين)

### فيروس نقص المناعة البشرية / الإيدز - معدل الانتشار بين البالغين
0.7% (2007 est.)

### فيروس نقص المناعة البشرية / الإيدز - الناس الذين يعيشون مع فيروس نقص المناعة البشرية / الإيدز
170,000 (2007 est.)

### فيروس نقص المناعة البشرية / الإيدز - وفيات
9,800 (2007 est.)

### الجنسية
اسم: كولومبيا
الصفة: كولومبية (ق)

### الأديان
الروم الكاثوليك 90٪، أخرى 10٪ (البروتستانت، والأرثوذكس الشرقيين، المورمون واليهود ومسلم).

### محو الأمية
تعريف: عمر 15 وأكثر من يستطيع القراءة والكتابة
مجموع السكان: 93.4٪
الذكور: 93.1٪
الإناث: 93.7٪ (تعداد عام 2005)

## وصلات خارجية
- (بالإسبانية) Colombian Department of Statistics
- (بالإسبانية) 1951 Census